# Rosales
Le Rosali (Rosales Bercht. & J.Presl) sono un importante ordine di angiosperme eudicotiledoni.

## Tassonomia
La classificazione filogenetica riconosce all'ordine le seguenti famiglie:
- Rosaceae Juss., comprendente oltre alle rose anche moltissimi alberi da frutto importanti per l'economia umana, per un totale di oltre 100 generi e alcune migliaia di specie;
- Barbeyaceae Rendle, con una sola specie del Nordafrica e dell'Arabia;
- Dirachmaceae Hutch., con un solo genere della Somalia e di Socotra;
- Elaeagnaceae Juss., piccola famiglia di 3 generi, rappresentata anche in Italia;
- Rhamnaceae Juss., con una cinquantina di generi;
- Ulmaceae Mirb., che prende nome dall'Olmo;
- Cannabaceae Martinov, comprendente la canapa, il luppolo e altre piante affini;
- Moraceae Gaudich., comprendente il gelso, il fico e numerosi altri generi, diffusi soprattutto nei climi caldi;
- Urticaceae Juss., con una cinquantina di generi tra i quali l'ortica e la parietaria

La classificazione tradizionale (Sistema Cronquist) assegnava all'ordine le seguenti famiglie:
- Alseuosmiaceae
- Anisophylleaceae
- Brunelliaceae
- Bruniaceae
- Byblidaceae
- Cephalotaceae
- Chrysobalanaceae
- Columelliaceae
- Connaraceae
- Crassulaceae
- Crossosomataceae
- Cunoniaceae
- Grossulariaceae
- Hydrangeaceae
- Neuradaceae
- Pittosporaceae
- Rosaceae
- Saxifragaceae
- Surianaceae